# Stazione di Hamamatsu
La stazione di Hamamatsu (浜松駅 Hamamatsu-eki?) è la principale stazione della città di Hamamatsu, nella prefettura di Shizuoka. La stazione è servita dalle linee del Tōkaidō Shinkansen e la linea principale Tōkaidō. La stazione è gestita da JR Central.

## Storia
La stazione di Hamamatsu fu aperta ufficialmente il 1º settembre 1888, e venne ricostruita nel 1926. Tuttavia, a causa di un incendio che la distrusse durante i bombardamenti della seconda guerra mondiale, venne nuovamente ricostruita nel 1948.
Nel 1964 fu la volta dell'arrivo dello Shinkansen, e questo fece spostare i trasporti merci nello scalo di Nishi-Hamamatsu. Nel corso degli anni settanta la stazione subì una serie di profondi lavori di riqualificazione e, oltre all'apertura del nuovo centro commerciale "MayOne", i binari della linea storica vennero portati in viadotto per un migliore interscambio con quelli dello Shinkansen.

## Linee
JR Central
 Tōkaidō Shinkansen
■ Linea principale Tōkaidō

## Caratteristiche
La stazione di Hamamatsu possiede sia linee regionali che binari riservati all'alta velocità Shinkansen, situati in due aree distinte. I binari delle linee regionali sono quattro, accessibili da due banchine a isola, mentre quelli per lo Shinkansen sono due, con due marciapiedi laterali. Al centro dei due binari Shinkansen sono presenti altri due binari appartenenti alla linea principale per il passaggio ad alta velocità dei convogli che non fermano. La stazione è dotata di tornelli automatici di accesso ai binari che supportano la tariffazione elettronica TOICA.
| 1-2 | ■ Linea principale Tōkaidō | per Kakegawa, Shizuoka e Atami      |
| 3-4 | ■ Linea principale Tōkaidō | per Toyohashi, Nagoya e Gifu        |
| 5   | Tōkaidō Shinkansen         | per Shizuoka, Shin-Yokohama e Tokyo |
| 6   | Tōkaidō Shinkansen         | per Nagoya, Kyoto e Shin-Ōsaka      |

## Stazioni adiacenti
| «                                     | Servizio                              | »                                     |
| Linea principale Tōkaidō (JR Central) | Linea principale Tōkaidō (JR Central) | Linea principale Tōkaidō (JR Central) |
| ------------------------------------- | ------------------------------------- | ------------------------------------- |
| Tenryūgawa                            | Locale                                | Takatsuka                             |
| Capolinea                             | Rapido Speciale Nuovo Rapido          | Takatsuka                             |
| Iwata                                 | Homeliner                             | Capolinea                             |
| Tōkaidō Shinkansen                    |                                       |                                       |
| Kakegawa                              | -                                     | Toyohashi                             |